# بيل فورستر
بيل فورستر (بالإنجليزية: Bill Forrester)‏ هو سباح أمريكي، ولد في 18 ديسمبر 1957 في داربي في الولايات المتحدة.

## وصلات خارجية
- بيل فورستر على موقع الاتحاد الدولي للسباحة (الإنجليزية)
- بيل فورستر على موقع SwimRankings.net (الإنجليزية)
- بيل فورستر على موقع أوليمبيديا (الإنجليزية)